# Vorstand
Als Vorstand wird allgemein das Leitungsorgan von Unternehmen oder sonstigen privaten oder öffentlichen Rechtsformen bezeichnet, das die Personenvereinigung nach außen gerichtlich und außergerichtlich vertritt und nach innen mit der Führung der Geschäfte betraut ist. Gesetzlich wird der Rechtsbegriff „Vorstand“ bei der Aktiengesellschaft, Kommanditgesellschaft auf Aktien, dem Verein und der Genossenschaft verwendet. In den meisten Satzungen der Anstalten und Körperschaften des öffentlichen Rechts werden auch deren Führungsorgane als Vorstand bezeichnet. Politische Parteien haben Parteivorstände, für die besondere Gesetze gelten.
Neben dem Leitungsorgan werden auch dessen Mitglieder häufig als Vorstand bzw. Vorständin bezeichnet, das Wort kann also auch eine einzelne Person meinen.

## Unternehmerischer Handlungsspielraum
Dem Vorstand wird durch Gesetz und Rechtsprechung umfassende Leitungsmacht im Unternehmen zugesprochen. Es kommt jedoch darauf an, wie im Einzelnen diese Leitungsmacht bei den verschiedenen Rechtsformen der Unternehmen ausgestaltet ist. Während bei AG, KGaA und Verein der Vorstand keinerlei Weisungen Dritter unterliegt (§ 76 Abs. 1 AktG), ist die Geschäftsführung einer GmbH an die Weisungen der Gesellschafter gebunden (§ 37 Abs. 1 GmbHG). Allen gemeinsam ist die Vertretungsmacht nach außen, die sich auf sämtliche gerichtlichen und außergerichtlichen aktiven und passiven Handlungen erstreckt.
Im Vereinsrecht ist der Vorstand gesetzliches Vertretungsorgan nach § 26 BGB beim rechtsfähigen und nichtrechtsfähigen privatrechtlichen Verein. Er vertritt den Verein gerichtlich und außergerichtlich und hat die Stellung eines gesetzlichen Vertreters. Dadurch wird sein aktives und passives Handeln mit dem des Vereins identifiziert, Tun oder Unterlassen des Vorstandes wirken somit direkt für oder gegen den Verein; das gilt auch für die Vorstände/Geschäftsführungen bei der AG, KGaA oder GmbH.
Dem Vorstand ist im Grundsatz bei der Leitung der Geschäfte ein weiter Handlungsspielraum zuzubilligen, ohne den eine unternehmerische Tätigkeit schwerlich denkbar ist. Dieser Handlungsspielraum kann auch im Ansatz das bewusste Eingehen geschäftlicher Risiken mit der Gefahr von Fehlbeurteilungen und Fehleinschätzungen umfassen; eine schuldhafte Pflichtverletzung ist erst dann gegeben, wenn das Vorstandsmitglied gegen die in dieser Branche anerkannten Erkenntnisse und Erfahrungsgrundsätze verstößt.

## Arbeitnehmereigenschaften
Selbst wenn ein Arbeitsvertrag mit dem Unternehmen besteht, sind Mitglieder von Vertretungsorganen keine Arbeitnehmer im Sinne des § 5 Abs. 1 ArbGG. Deshalb sind sie aus dem Geltungsbereich der meisten arbeitsrechtlichen Gesetze ausgenommen (§ 14 Abs. 1 Nr. 1 KSchG, § 5 Abs. 2 Nr. 1 BetrVG). Nicht als Arbeitnehmer gelten unabhängig von ihrer materiellrechtlichen Stellung Personen, die aufgrund Gesetz, Satzung oder Gesellschaftsvertrag zur Vertretung einer juristischen Person oder Personengesamtheit berufen sind. Diese Fiktion gilt nur für Personen mit gesetzlicher Vertretungsmacht. Während die herrschende Meinung und der Bundesgerichtshof in ständiger Rechtsprechung die Arbeitnehmereigenschaft eines GmbH-Geschäftsführers grundsätzlich verneinen, steht das Bundesarbeitsgericht auf dem Standpunkt, dass bei einem GmbH-Geschäftsführer jedenfalls die Möglichkeit bestehe, dass dieser wegen seiner ausschließlichen Weisungsgebundenheit als Arbeitnehmer einzustufen sei.
Bei Organmitgliedern ist zu unterscheiden zwischen Bestellung zum Organmitglied und dem Anstellungsvertrag. Während der Bestellungsakt durch den Aufsichtsrat (§ 30 Abs. 4 AktG) die organschaftliche Vertretungsmacht des Vorstands begründet, richtet sich der Anstellungsvertrag nach Dienstvertragsrecht (§ 611 BGB). Bei Vereinen wird der Vorstand nach § 27 BGB durch die Mitgliederversammlung bestellt, das Gesetz geht hier von Auftragsrecht bei der Vorstandstätigkeit aus (§ 27 Abs. 3 BGB).

## Mitglieder und Aufgabenverteilung
Ein Vereinsvorstand besteht in der Regel aus folgenden Personen:
- Der Vorsitzende – selten auch mehrere gleichberechtigte Vorsitzende, siehe Doppelspitze – oder Sprecher. Der Vorsitzende wird auch als Vorstandsvorsitzender oder Präsident bezeichnet und hat Leitungsfunktion; der Sprecher wird auch als Vorstandssprecher bezeichnet und hat innerhalb des Gesamtvorstandes lediglich Vertretungsfunktion.
- Dessen Stellvertreter
- Der Schatzmeister (häufig auch „Kassenwart“)
- Der Schriftführer (teilweise auch als „Geschäftsführer“ mit erweitertem Aufgabenbereich)
- Weitere stimmberechtigte Mitglieder (häufig auch „Beisitzer“ genannt)
- Weitere, nicht stimmberechtigte Mitglieder (häufig auch „Kooptierte“ oder „ständige Gäste“ genannt).

Der Vorsitzende, dessen Stellvertreter und der Schatzmeister bilden meist den geschäftsführenden Vorstand (häufig auch „Präsidium“ genannt).
Die meisten Organisationsformen können die Ressortverteilung innerhalb des Vorstandes frei bestimmen. Größere Unternehmen teilen die Führungsaufgaben im Rahmen eines Geschäftsverteilungsplans im Vorstand auf und ernennen einen Vorsitzenden, während die übrigen Mitglieder beispielsweise als Leiter verschiedener unternehmerischer Funktionsbereiche (Beschaffung, Produktion, Finanzierung, Personal, Vertrieb) oder von Divisionen fungieren. Wenn eine AG über mehr als 3 Millionen Euro Grundkapital verfügt, muss sich der Vorstand aus mindestens zwei Personen zusammensetzen, sofern die Satzung nichts anderes regelt.
Besteht der Vorstand aus mehreren Personen, so herrscht grundsätzlich Gesamtgeschäftsführungsbefugnis sowie Gesamtvertretung. Bei der Bestellung muss die Vertretungsbefugnis (allein oder zu zweit) geregelt werden. In großen Kapitalgesellschaften (AG, KGaA, GmbH) mit mehr als 2000 Arbeitnehmern muss dem Vorstand (bzw. der Geschäftsführung der GmbH) nach dem Mitbestimmungsgesetz auch ein Arbeitsdirektor angehören, der (mindestens) die Aufgaben des Personalwesens übernimmt und ein vollwertiges Vorstandsmitglied ist. Vorstandsmitglieder dürfen gleichzeitig Aktionäre sein, dürfen jedoch nicht gleichzeitig Aufsichtsratsmitglieder sein (§ 105 AktG).

## Pflichten
Der Vorstand hat die Gesellschaft in eigener Verantwortung und weisungsunabhängig zu leiten (§ 76 Abs. 1 AktG) und dabei die Sorgfalt eines ordentlichen und gewissenhaften Geschäftsleiters anzuwenden (§ 93 Abs. 1 AktG). Er unterliegt gegenüber der Gesellschaft den von der Satzung, dem Aufsichtsrat, der Hauptversammlung und der Geschäftsordnung gezogenen Beschränkungen (§ 82 Abs. 2 AktG). Nach der Rechtsprechung des BGH ist dem Vorstand bei den auf der Grundlage dieser Pflichten getroffenen Entscheidungen ein weiter Ermessensspielraum zuzubilligen.
Werden hingegen die – weit zu ziehenden – äußersten Grenzen unternehmerischer Entscheidungsfreiheit überschritten, so liegt eine Verletzung gesellschaftsrechtlicher Pflichten vor, die so gravierend ist, dass sie gleichzeitig eine Pflichtwidrigkeit nach § 266 StGB (Untreue) zur Folge hat. Die Haftung des Vorstandes bzw. Geschäftsführers wegen Verletzung der Insolvenzantragspflicht (§ 92 Abs. 3 AktG, § 64 Abs. 2 GmbHG) setzt eine schuldhafte Verletzung voraus, die dann nicht vorliegt, wenn sachkundiger, gegenteiliger Rat eingeholt worden ist.
Der Vorstand hat die Pflicht, die ordentliche Hauptversammlung einzuberufen, auf das Wettbewerbsverbot zu achten und den Aufsichtsrat über die Entwicklungen des Unternehmens in Kenntnis zu setzen. Außerdem hat er die Pflicht, den Jahresabschluss und den Lagebericht aufzustellen (§ 91 AktG, § 238, § 242, § 264 HGB) und dem Aufsichtsrat zur Prüfung vorzulegen (§ 170, § 171 AktG), die Prüfung erfolgt ggf. durch Abschlussprüfer (§§ 316 ff. HGB).
In § 58 Abs. 2a AktG wird dem Vorstand einer AG oder KGaA das Recht eingeräumt, Wertaufholungen im Anlage- und Umlaufvermögen in „andere Gewinnrücklagen“ einzustellen, um diese unrealisierten Wertaufholungen einer freiwilligen Ausschüttungssperre zu unterwerfen. Dadurch wird verhindert, dass unrealisierte Gewinne an die Aktionäre ausgeschüttet werden und damit wegen der Gewinnausschüttung die Unternehmenssubstanz angegriffen werden muss.
Vorstandsmitglieder werden für höchstens fünf Jahre bestellt, wobei eine Wiederbestellung möglich ist (§ 84 Abs. 1 AktG). Der Vorstand ist dem Aufsichtsrat gegenüber Rechenschaft schuldig (§ 90 AktG), sodass der Aufsichtsrat das gesetzlich berufene Kontrollorgan des Vorstandes darstellt. Das gilt jedoch lediglich für die AG und KGaA, weil etwa bei der GmbH ein Aufsichtsrat als gesetzliches Organ nur unter bestimmten Voraussetzungen zwingend vorgeschrieben ist, nämlich aus Gründen der Mitbestimmung der Arbeitnehmer oder wegen erhöhter Publikumsschutzinteressen.

## Delegation im Handels- und Aktienrecht
Auch das Handels- und Aktienrecht kennt die „top down“-Delegation von Kompetenzen. Zunächst ist durch Gesetz und/oder der Satzung der Vorstand alleine berechtigt, ein Unternehmen nach außen zu vertreten und im Rahmen dieser Vertretung alle Rechtshandlungen im Namen des Unternehmens vorzunehmen (§ 78 AktG). Bei der Vielzahl alltäglicher Geschäfte ist dies organisatorisch nicht umsetzbar, weshalb der Gesetzgeber Delegationsmöglichkeiten durch Prokura und Handlungsvollmacht geschaffen hat. Hierin kommt eine der Funktionen der Stellvertretung, die Arbeitsteilung, gesetzlich zum Ausdruck.
Es handelt sich um abgestufte Kompetenzdelegationen, denn einige bedeutende Rechtshandlungen darf der Vorstand nicht auf Prokuristen delegieren, und wiederum einige Rechtshandlungen dürfen nur durch Prokuristen, nicht jedoch durch Handlungsbevollmächtigte wahrgenommen werden. Nicht delegierbare Vorstandsaufgaben bleiben die Aufstellung und Unterzeichnung des Jahresabschlusses und Lageberichts (§ 238, § 242, § 245, § 264 HGB, § 91 AktG), die Einberufung und Durchführung der Hauptversammlung (§ 121 Abs. 2 AktG), die Ernennung von Prokuristen (§ 48 HGB), der Erwerb von Grundstücken (Umkehrschluss aus § 49 Abs. 2 HGB), die Anmeldung von Firma und Prokura sowie die bei Gericht zu hinterlegende Unterschrift mit der Firma (§ 29, § 53 HGB) und der Insolvenzantrag (§ 92 Abs. 3 AktG). Prokuristen wiederum sind zur Belastung und Veräußerung von Grundstücken (mit Sondervollmacht nach § 49 Abs. 2 HGB), Ernennung von Handlungsbevollmächtigten und zu den übrigen Handelsregisteranträgen befugt. Für die Handlungsbevollmächtigten bleibt der umfangreiche Rest des Tagesgeschäfts, sofern es für dieses Handelsgewerbe üblich ist. Für die Belastung von Grundstücken, Eingehung von Wechselverbindlichkeiten, Darlehensaufnahme und Prozessführung bedarf der Handlungsbevollmächtigte einer besonderen Befugnis vom Vorstand oder Prokuristen (§ 54 Abs. 2 HGB).

## Haftung
Gesetz und Rechtsprechung haben Regeln entwickelt, die eine persönliche Haftung für schuldhaftes Fehlverhalten des Vorstands begründen. Der dem Vorstand durch die Rechtsprechung zugebilligte weite Handlungsspielraum wird erst dann verlassen, wenn die Grenzen der so genannten „Business Judgement Rule“ des § 93 Abs. 1 Satz 2 AktG deutlich überschritten sind. Danach darf der Vorstand sehr wohl ein unternehmerisches Risiko eingehen, solange sich sein Handeln am Unternehmenswohl orientiert und sein Verhalten auf der Grundlage sorgfältiger Ermittlung der Entscheidungsgrundlagen beruht. Der Vorstand muss daher vielmehr ein erkennbares Risiko bewusst unberücksichtigt gelassen haben, um zur Verantwortung gezogen werden zu können.
In einem gegen ein Vorstandsmitglied nach § 93 AktG geführten Schadensersatzprozess hat das in Anspruch genommene Vorstandsmitglied darzulegen und gegebenenfalls zu beweisen, dass es seiner Sorgfaltspflicht genügt hat oder dass es kein Verschulden trifft. Demgegenüber hat die Gesellschaft nur ein möglicherweise pflichtwidriges Verhalten des Vorstandsmitglieds, den Eintritt und die Höhe des entstandenen Schadens sowie die Kausalität zwischen Vorstandshandeln und Schaden darzulegen und zu beweisen.
Insoweit unterscheidet der Wortlaut des § 93 Abs. 2 Satz 2 AktG nicht zwischen objektiver Pflichtwidrigkeit (Rechtswidrigkeit) und subjektiver Pflichtwidrigkeit (Schuld). Diese Darlegungs- und Beweislastregeln gelten ebenso, wenn dem Vorstandsmitglied das pflichtwidrige Unterlassen einer bestimmten Maßnahme vorgeworfen wird. Bei fehlender eigener Sachkunde verletzt ein Vorstand Pflichten dann nicht schuldhaft, wenn er zur Klärung der anstehenden Fragen den Rat eines unabhängigen, fachlich qualifizierten Berufsträgers einholt, diesen über sämtliche für die Beurteilung erheblichen Umstände ordnungsgemäß informiert und nach eigener Plausibilitätskontrolle dem Rat folgt.
Der Vorstand einer AG haftet für falsche Ad-hoc-Mitteilungen an Kapitalanleger, wenn eine zeitliche Nähe zwischen dem Aktienkauf und der falschen Meldung besteht. Diesem Urteil zufolge haben betroffene Anleger gegen die Vorstandsmitglieder eines börsennotierten Unternehmens unter bestimmten Umständen sogar einen persönlichen Anspruch auf Schadenersatz (vorsätzliche sittenwidrige Schädigung) gegen Vorstände im Falle vorsätzlicher Täuschungen.
Haben nach der Satzung eines gemeinnützigen Vereins dessen Vorstandsmitglieder ihre Vorstandstätigkeit ehrenamtlich auszuüben und die Satzung sieht die Möglichkeit einer Vergütung für die aufgewendete Arbeitszeit und Arbeitskraft nicht ausdrücklich vor, so sind dennoch die an ein Vorstandsmitglied als Entschädigung für aufgewendete Arbeitszeit und Arbeitskraft geleisteten Zahlungen satzungswidrig. Das betreffende Vorstandsmitglied hat demnach durch die Entgegennahme der satzungswidrigen Zahlungen seine Pflichten als Vorstand schuldhaft verletzt.
Nach § 31 BGB haftet der Verein für Schäden, die durch ein Vorstandsmitglied oder den gesamten Vereinsvorstand verursacht wurden. Ein unentgeltlich tätiger Vereinsvorstand haftet lediglich bei grober Fahrlässigkeit und Vorsatz (§ 31a BGB).

## Entlastung
Unter Entlastung des Vorstands wird die Billigung der Geschäftsführung des Vorstands durch die Gesellschafter für das abgelaufene Geschäftsjahr verstanden. Hierdurch wird seine Verwaltungstätigkeit gebilligt und das Vertrauen für die Zukunft ausgesprochen. Es handelt sich um eine organschaftliche Willenserklärung, die keiner Annahme durch den Vorstand bedarf.

## Vorstände sonstiger Rechtsformen

### Partei
Politische Parteien sind in Deutschland meist als nicht eingetragene Vereine organisiert, sodass hier Vereinsrecht gilt. Der Parteivorstand besteht mindestens aus einem Vorsitzenden, einem für die Finanzen verantwortlichen Schatzmeister und einem weiteren Mitglied. Je nach Satzung kann es noch weitere Vorstandsmitglieder, wie zum Beispiel den Generalsekretär oder Beisitzer, geben.
In Österreich sind Politische Parteien meist als Parteien nach dem Parteiengesetz organisiert. Dieses schreibt in § 1 Abs. 4 Nr. 1. vor:

„Die Satzung hat insbesondere Angaben zu enthalten über die: … Organe der Partei und deren Vertretungsbefugnis, wobei jedenfalls ein Leitungsorgan, eine Mitgliederversammlung und ein Aufsichtsorgan vorgesehen sein müssen,…“

Das Leitungsorgan entspricht hier einem Vorstand.

### Genossenschaft
Vgl. § 24 Genossenschaftsgesetz.

### Stiftung
In § 11 Abs. 3 Gesetz über die Bildung und Tätigkeit von Stiftungen (StiftBTG) wird bestimmt, dass für die Geschäftsführung bei Stiftungen das Vereinsrecht anwendbar ist.

### Anstalten und Körperschaften des öffentlichen Rechts
In den meisten Satzungen der Anstalten und Körperschaften sind als Leitungsorgane ebenfalls Vorstände vorgesehen. Deren Bestellung, Aufgaben, Kontrolle und Abberufung ist in den jeweiligen Satzungen geregelt.

#### Sozialversicherungsträger
Sozialversicherungsträger sind als Körperschaften des öffentlichen Rechts organisiert. Bestellung, Aufgaben, Kontrolle und Abberufung des Vorstands ist in den jeweiligen Satzungen oder in Spezialgesetzen geregelt.

#### Handwerkskammern
Handwerkskammern sind ebenfalls als Körperschaften des öffentlichen Rechts organisiert. Hier ist der Vorstand das von der Vollversammlung gewählte, ehrenamtliche Exekutivorgan. Er besteht zu zwei Dritteln aus Arbeitgebern (Meisterseite) und zu einem Drittel aus Arbeitnehmern (Gesellenseite). Der Vorstand ist kollektiver Dienstvorgesetzter des Hauptgeschäftsführers.

### Weitere Organisationsformen
- Orts-, Betriebs- und Innungskrankenkassen: § 35a SGB IV
- Bundesagentur für Arbeit: § 381 SGB III
- Deutsche Bundesbank: § 7 BBankG
- Filmförderungsanstalt: §§ 15 bis 19 des Filmförderungsgesetzes (FFG)
- die frühere Deutsche Bundesbahn nach dem Bundesbahngesetz[20]

## Bezüge von Vorstandsmitgliedern in Deutschland
Die Einkünfte eines Vorstandes sind einkommensteuerpflichtig. Nach deutschem Einkommensteuerrecht erzielt der Vorstand einer Aktiengesellschaft Einkünfte aus nichtselbständiger Arbeit (§ 19 EStG; auch wenn ein Vorstandsmitglied weder im arbeits- oder sozialrechtlichen Sinne Arbeitnehmer ist). Er ist somit weder gewerbe- noch umsatzsteuerpflichtig; Sozialabgaben müssen nicht geleistet werden.
Zentrale Vorschrift für die Bemessung der Vorstandsvergütungen bei AGs und KGaAs ist § 87 Abs. 1 AktG.
Danach hat der Aufsichtsrat bei der Festsetzung der Gesamtbezüge des einzelnen Vorstandsmitglieds (Gehalt, Gewinnbeteiligungen, Aufwandsentschädigungen, Versicherungsentgelte, Provisionen, anreizorientierte Vergütungszusagen wie zum Beispiel Aktienbezugsrechte und Nebenleistungen jeder Art) dafür zu sorgen, dass diese in einem angemessenen Verhältnis zu den Aufgaben und Leistungen des Vorstandsmitglieds sowie zur Lage der Gesellschaft stehen und die übliche Vergütung nicht ohne besondere Gründe übersteigen. Rücksicht zu nehmen ist auf eine nachhaltige Unternehmensentwicklung, wobei variable Vergütungsbestandteile eine mehrjährige Bemessungsgrundlage haben sollen. Diese Regelungen gelten sinngemäß für Ruhegehalt, Hinterbliebenenbezüge und ähnliche Leistungen.
Die Bezüge von Vorständen der Aktiengesellschaften und Mitglieder der Geschäftsführungen von großen GmbHs sind in den vergangenen Jahren erheblich angehoben worden. Im internationalen Vergleich gelten Bezüge von Vorstandsmitgliedern deutscher Firmen weiterhin als durchschnittlich. Ein Drittel der Vorstandsmitglieder verdient über 350.000 Euro, ein Drittel erhält zwischen 200.000 und 350.000 Euro und ein weiteres Drittel verdient unter 200.000 Euro. Dabei treten zunehmend variable Vergütungsformen (Boni oder Aktienoptionen) in den Vordergrund, die erst nach dem Erreichen bestimmter Unternehmensziele (Benchmarks) gezahlt werden.
Aufgrund des erfolgsabhängigen Anteils variieren die Vorstandsbezüge von Jahr zu Jahr. Die Gesamtvergütung der Vorstandsvorsitzenden von DAX-Unternehmen lag 2010 einer Studie der DSW zufolge zwischen 617.000 Euro und 9,3 Millionen Euro.
Die Vergütungsberichte börsennotierter Aktiengesellschaften werden seit 2006 im Vergütungsregister im Internet veröffentlicht.

### Vorstandsvergütung nach dem Gesetz zur Angemessenheit der Vorstandsvergütung
Nachdem die Managervergütungen in die öffentliche Kritik geraten waren, hat der Bundestag am 18. Juni 2009 das Gesetz zur Angemessenheit der Vorstandsvergütung (VorstAG) verabschiedet.
Damit sollen den Aufsichtsräten Regeln an die Hand gegeben werden, mit dem Ziel, die Transparenz und Kontrollmöglichkeit zu erhöhen, und die Bezüge nicht mehr an kurzfristigen Erfolgsparametern, sondern auf den nachhaltigen Unternehmenserfolg auszurichten. Folgende Regelungen werden darin getroffen:
- Das Vergütungssystem soll am nachhaltigen Unternehmenserfolg ausgerichtet werden. Aktienoptionen sollen frühestens nach vier Jahren eingelöst werden können.
- Der gesamte Aufsichtsrat muss über die Vorstandsvergütung entscheiden. Die Aufsichtsräte haften für unangemessene Gehälter. Herabsetzungen bei Verschlechterung der wirtschaftlichen Lage sind möglich.
- Ein Wechsel von ehemaligen Vorständen in den Aufsichtsrat ist erst nach zwei Jahren möglich, außer wenn die Wahl auf Vorschlag von Aktionären mit mehr als 25 % Stimmanteil erfolgt.
- Vergütungs- und Versorgungsleistungen müssen detaillierter dargelegt werden.

### Vorstandsvergütung nach dem Corporate Governance Kodex
Nach dem Corporate Governance Kodex für gute Unternehmensführung soll die Vergütung leistungsbezogen sein, und sie soll fixe und variable Bestandteile enthalten. Die Abfindung soll nicht mehr als zwei Jahresvergütungen einschließlich Nebenleistungen betragen, wenn ein Vorstandsmitglied ohne wichtigen Grund seine Tätigkeit beendet (Abfindungs-Cap). Wird ein Unternehmen aufgekauft und die Vorstandstätigkeit endet aus diesem Grund (change of control), so soll die Abfindung nicht mehr als 150 % des Abfindungs-Cap betragen (also drei Jahresvergütungen). In einem jährlichen Vergütungsbericht soll die Vorstandsvergütung mit Namensnennung offengelegt werden.
Der Kodex ist für die Unternehmen nicht zwingend, sondern stellt eine Empfehlung dar. Aktiengesellschaften sind allerdings verpflichtet, jährlich eine Entsprechenserklärung zu veröffentlichen, in der sie angeben, wo sie vom Kodex abweichen. Da die Empfehlung zur Vorstandsvergütung nur selten befolgt wurde, hat der Gesetzgeber kurz vor der vorgezogenen Bundestagswahl 2005 das Vorstandsvergütungs-Offenlegungsgesetz (VorStOG) erlassen, das am 11. August 2005 in Kraft trat. Das Gesetz macht die Offenlegung zur Regel, erlaubt aber auch die Ausnahme: Wenn die Aktionäre mit 3/4-Mehrheit auf der Hauptversammlung die Geheimhaltung beschließen, muss die Vorstandsvergütung nicht offengelegt werden.

### Regelung bei Kreditinstituten
Kreditinstitute sind weltweit die einzige Branche, deren Vorstände und Organmitglieder einer gesetzlichen Gehaltsobergrenze unterliegen. Seit Oktober 2008 ist in Deutschland zumindest in der Form der Sollvorschrift des § 5 Nr. 4 FMStFG für Kreditinstitute – die Stabilisierungsmaßnahmen in Form staatlicher Kapitalhilfen (§ 7 FMStFG) in Anspruch nehmen – geregelt, dass die Vergütung ihrer Organmitglieder und Geschäftsleiter auf ein angemessenes Maß zu begrenzen ist.
In § 5 Nr. 4a FMStFV wird von der unwiderlegbaren Vermutung ausgegangen, dass bei Organmitgliedern und Geschäftsleitern „eine monetäre Vergütung, die 500.000 Euro pro Jahr übersteigt, grundsätzlich als unangemessen“ gilt. Dabei ist darauf hinzuwirken, dass eine Herabsetzung der Organvergütung im Rahmen der zivilrechtlichen Möglichkeiten unter Einbeziehung des § 87 Abs. 2 AktG vorgenommen wird. Der Verweis auf diese aktienrechtliche Vorschrift erschwert die Durchsetzung der Einkommensbegrenzung. Denn hiernach muss eine so wesentliche Verschlechterung in den Verhältnissen der Gesellschaft eingetreten sein, dass die Weitergewährung der Vorstandsbezüge eine „Unbilligkeit für die Gesellschaft“ wäre. Zu prüfen ist in diesem Zusammenhang noch, inwieweit durch derartige Vergütungsobergrenzen in geltende Arbeitsverträge der Bankvorstände eingegriffen werden kann.

### Festlegung der Vorstandsvergütung im Aufsichtsrat
Bei Kapitalgesellschaften legt der Aufsichtsrat die Vergütung und sonstigen Arbeitsbedingungen (Aktienoptionen, Pensionszusagen, Nebenleistungen, Wettbewerbsverbote nach Ausscheiden, Abfindung) der Vorstandsmitglieder (AG, KGaA) und Mitglieder der Geschäftsführung (GmbH) fest. Meist wurde dafür ein spezieller Ausschuss des Aufsichtsrats gebildet, häufig Personalausschuss genannt. Dieser Ausschuss wurde durch Beschluss des Aufsichtsrats errichtet oder war in der Geschäftsordnung des Aufsichtsrats vorgesehen. Nicht selten war der Personalausschuss ein beschließender Ausschuss, über dessen Ergebnisse im Aufsichtsrat nur berichtet wurde. Durch das Gesetz zur Angemessenheit der Vorstandsvergütung wurde 2009 festgelegt, dass Vorstandsgehälter künftig vom gesamten Aufsichtsrat und nicht nur von einem Teil-Ausschuss festgelegt werden müssen.

## Frauenanteil in Vorständen

### Deutschland
Der Frauenanteil in den Vorständen der 30 größten DAX-Konzerne lag jahrelang im einstelligen Bereich.
Mit dem im Mai 2015 beschlossenen Gesetz für die gleichberechtigte Teilhabe von Frauen und Männern an Führungspositionen (FüPoG oder FührposGleichberG, ugs. auch Quotengesetz) wurde zwar eine 30-Prozent-Quote für den Frauenanteil in Aufsichtsräten eingeführt, aber den Vorstand betreffend gab es für die im Dax vertretenen Firmen nur die Verpflichtung, eine Zielvorgabe für den Frauenanteil in den Führungsebenen festzusetzen und zu veröffentlichen.
Laut einer Analyse von FidAR aus dem Dezember 2015 gab es allerdings etliche Unternehmen, die für die Vorstandsebene als Zielgröße 0 Prozent angegeben hatten. Am 12. August 2021 trat das zweite Führungspositionengesetzes (FüPoG II) in Kraft. Nach diesem gilt nunmehr ein Mindestbesetzungsgebot mit einer Frau und einem Mann für alle Neubesetzungen ab dem 1. August 2022.
Mit der Erweiterung des DAX auf 40 Mitglieder zum 20. September 2021 sank der Frauenanteil in den Dax-Vorständen von 19 auf rund 17,6 %, da bei der Hälfte der neuen Mitglieder zu diesem Zeitpunkt keine Frauen im Vorstand vertreten waren.

### Österreich
In Österreich erhebt die Arbeiterkammer regelmäßig die Geschlechterverteilung in den Geschäftsführungen, Vorständen und Aufsichtsräten der österreichischen Wirtschaft. Während es für Aufsichsträte seit 2018 eine verpflichtende Frauenquote gibt, gilt für Vorstände bisher keine verbindliche Quote. In den Geschäftsführungen der 200 umsatzstärksten Unternehmen Österreichs liegt der Frauenanteil im Jahr 2025 bei 13,8 %. Dieser ist in den letzten zehn Jahren um 7,9 Prozentpunkte gestiegen. Damals lag er noch bei 5,9 %. In den Vorständen börsennotierter Unternehmen mit Sitz in Österreich liegt der Frauenanteil im Jahr 2025 bei 12,8 %. In der überwiegenden Mehrheit von 42 der 69 Gesellschaften befindet sich keine einzige Frau im Vorstand. Der Frauenanteil unter den Vorständen der 20 Unternehmen des Börsen-Leitindex ATX liegt im Jahr 2025 bei 15,5 %.